# Goldbach (Eder)
Der Goldbach ist ein goldführender Zufluss der Eder, welcher bei dem Dorf Röddenau in die Eder mündet. Er entspringt weiter nördlich in der Breiten Struth nahe dem Dorf Wangershausen. 

## Gold
Wie aus dem Namen vorgeht, handelt es sich um ein goldführendes Gewässer. Schon seit der Zeit Karls des Großen wird über Goldvorkommen in der Gegend um Frankenberg (Eder) berichtet. Konkret belegt ist, dass im 18. Jahrhundert ein Goldwäscher in Wangershausen ansässig war. Das gewonnene Gold musste an die Münze in Kassel abgeliefert werden. Die Überreste des Abbaus sind noch heute deutlich im Wald zu erkennen. Mit geeigneter Ausrüstung und Fachkenntnissen sind noch heute Goldfunde möglich.
Der Bach entspringt und durchfließt das Rheinische Schiefergebirge, was seine Goldhaltigkeit erklärt.